# U Lyncis
U Lyncis är en pulserande variabel av Mira Ceti-typ  i stjärnbilden Lodjuret. 
Stjärnan varierar mellan magnitud +8,8 och 15,0 med en period av 433,6 dygn.